# هاينس شيفر
هاينس شيفر (بالألمانية: Hannes Schäfer)‏ (و. 1965  م) هو مغني، وطبيب، وطبيب توليد ألماني، ولد في غوتينغن، يستخدم آلات غيتار البيس، وقيثارة.

## روابط خارجية
- هاينس شيفر على موقع ميوزك برينز (الإنجليزية)